# Сан Микеле Салентино
Сан Микеле Салентино (итал. San Michele Salentino) је насеље у Италији у округу Бриндизи, региону Апулија.
Према процени из 2011. у насељу је живело 5920 становника. Насеље се налази на надморској висини од 153 м.

## Становништво
Према резултатима пописа становништва 2011. у општини је живело 6.371 становника.
| 1931. | 1936. | 1951. | 1961. | 1971. | 1981. | 1991. | 2001. | 2011. |
| ----- | ----- | ----- | ----- | ----- | ----- | ----- | ----- | ----- |
| 4.282 | 4.607 | 5.364 | 5.582 | 5.482 | 5.996 | 6.333 | 6.248 | 6.371 |

## Партнерски градови
- Монте Сант’Анђело